# Valdemar Ammundsen
Ove Valdemar Ammundsen (født 19. august 1875 i Nørre Felding, død 1. december 1936 i Haderslev) var en dansk teolog, professor i kirkehistorie 1901-23 og fra 1923 den første biskop over Haderslev Stift, som blev oprettet 1922 efter genforeningen i 1920.

## Karriere
Ammundsen blev student 1893 fra Borgerdydskolen i Helgolandsgade og erhvervede allerede som 20-årig 1896 Københavns Universitets guldmedalje og blev cand.theol. 1899. 1900-01 og senere 1905 var han på studierejser i udlandet. 1900-01 deltog han i en konkurrence om professoratet i kirkehistorie, og valget faldt på ham, blandt andet i konkurrence med den noget ældre J.O. Andersen. 1901 udnævntes han som blot 25-årig til professor i kirkehistorie, en stilling han forlod da han 1923 blev biskop over Haderslev Stift.
Datteren Esther Ammundsen beskriver faderen og barndomshjemmet sådan: “Men jeg var 15 år og måtte gøre mine egne dumheder. Far var simpelthen blottet for tendenser til formynderi.” (s. 28); “Far så det som sin opgave at medvirke til sammensmeltningen af Sønderjylland og “det gamle land” ved at invitere folk af forskellig oprindelse [...] sammen. Han var endda så avanceret, at han nægtede at lade damer og herrer sidde i hver sin stue efter middagen, noget, der var temmelig ukendt på den tid.” (s. 34); ” ... det utal af mennesker, der kom og gik - ofte yderst spændende personer fra nær og fjern som en del af fars meget stærke internationale forbindelser. Efter nazismens sejr i Tyskland medførte hans kontakter til bekendelseskirken mærkelige og hemmelighedsfulde besøg, der nok kunne sætte fantasien i sving ... “ (s.38).
Ammundsen blev Ridder af Dannebrogordenen 1913, Dannebrogsmand 1923 og Kommandør af 2. grad 1932.

## Socialt og økumenisk arbejde
Ammundsen havde livet igennem mange organisatoriske hverv, var blandt andet aktiv i den kristelige studenterbevægelse, Studenterforbundet, Kristeligt-socialt Forbund og Kirkeligt Verdensforbund
og kom ved møder i nabolandene gennem dette arbejde i forbindelse med ledende personer fra andre kirker og den økumeniske bevægelse, blandt andre John Mott.
1910 tog del i Verdensmissionskonferencen 1910 i Edinburgh og var 1914 med i Konstanz ved grundlæggelsen af Kirkeligt Verdensforbund ("World Alliance for Promoting International Friendship through the Churches").
I efteråret 1919 understøttede han på et møde i Verdensforbundet i Oud Wassenaar ved Den Haag ærkebiskop Nathan Söderbloms planer om at grundlægge en bevægelse for "praktisk kristendom" (Life and Work) og at afholde en verdenskirkekonference.
1925 repræsenterede han Danmark på verdenskirkekonferencen i Stockholm og fik sæde i fortsættelsesudvalget, i "Det økumeniske råd for praktisk kristendom", Life and Work.
1934 fik Ammundsen forsæde i den europæiske del af "Det økumeniske råd". Samme år var han vært for et økumenisk møde på Fanø med deltagelse af blandt andre Dietrich Bonhoeffer og den engelske biskop George Bell.
Fanømødet havde betydning derved at bekendelsesfløjen i den tyske kirke for første gang fik international støtte og fordi rigskirken for første gang for alvor blev kritiseret på internationalt niveau. (Se Kirken i Nazi-Tyskland)
1935 blev Ammundsen præsident for Kirkeligt Verdensforbund, som 1948 indgik i Kirkernes Verdensråd.

## Sønderjylland
1923 blev Ammundsen efter Genforeningen biskop i det nyoprettede Haderslev Stift. Han havde allerede inden interesseret sig for Sønderjylland og anså det for en væsentlig opgave som historiker at skildre Sønderjyllands kirkeliv i fortid og nutid. Det skete i foredrag, prædikener og afhandlinger. Han bestræbte sig på at overkomme de modsætninger og spændinger der var mellem danskere og tyskere i grænselandet.

## Teologi
Da Ammundsen blev professor i kirkehistorie 1901 var den kirkelige situation i det væsentlige præget af en firesidet konfrontation. De to vækkelsesretninger Indre Mission og grundtvigianismen, fakultetsteologerne og repræsentanter for den nye strømning der især kom fra Tyskland: den liberale teologi som var påvirket af de historisk-kritiske principper der var ved at vinde indpas inden for blandt andet historiefaget. I sidste del af 1800-tallet havde empirisme og positivisme været i fremgang, og 1900 havde Lehmann oversat Harnacks Das Wesen des Christentums ("Kristendommens Væsen").
1903 udgav Eduard Geismar Kristendom og Udvikling som var det hidtil mest detaljerede religiøse svar på darwinismen i Danmark, hvor Geismar genfortolkede kristne dogmer med henblik på evolution.
Teologisk var Ammundsen orienteret mod den liberale teologi som omkring århundredeskiftet vandt indpas også i Danmark med et motto om "fri forskning og positiv kristendom"; en ledende skikkelse var F.C. Krarup, "den egentlige systematiker i den akademiske liberalteologi". I 1880'erne havde Frants Buhl introduceret historisk-kritisk forskning for Det Gamle Testamente. Denne forskningsmetode vandt efterhånden også indpas for Det Nye Testamente. Strømningen kom fra Tyskland og til de førende skikkelser hørte Albrecht Ritschl og Adolf von Harnach hvis forelæsninger ved århundredeskiftet Wesen des Christentums blev et afgørende bidrag til udformningen af en liberal, kulturåben kristendomsforståelse.
Tidehverv – 1920'erne
I 1920'erne rettede folk fra bevægelsen Tidehverv kritik af den liberale teologi og den "oplevelsesreligiøsitet" der havde været dominerende. Niels Ivar Heje protesterede 1924 mod den kristendomsforståelse der var fremherskende hos KFUM-lederne, hvortil hørte bl.a. Olfert Ricard.
Jens Holger Schjørrings karakteristik af Ammundsen
"Han søger at gøre alle samfundsspørgsmål til genstand for en kristelig højnelse, en moralsk forædling med troen som igangsætter. I denne stræben efter alle tings helliggørelse i kristen ånd [...] kan man se det der kendetegnede hans idealistiske etik. Teologisk kan programmet bedst betegnes som en pietisme med kristelig-sociale fortegn, eller måske rettere som samfundsengagement i pietisk iklædning".

## Udgivelser
Af skrifter har Ammundsen blandt andet udgivet:
- Novatianus og Novatianismen, 1901
- Menigheden og Teologien, 1906
- Den unge Luther, 1907
- Til Opbyggelse, 1912
- Til Opgør, 1912
- Søren Kierkegaards Ungdom 1912
- Ammundsen fortsatte Fredrik Nielsens Kirkehistorie (1902-30) efter dennes død 1907